# Mikulčice
Mikulčice (deutsch Mikultschitz, auch Nickoltschitz, Nikolschitz) ist ein Dorf mit 1.955 (2005) Einwohnern in der Region Jihomoravský kraj (Tschechien).
Mikulčice befindet sich 7 Kilometer südwestlich von Göding an der Grenze zur Slowakei. Das Dorf mit einer Fläche von 1530 Hektar liegt auf einer Meereshöhe von 164 m. In 623 Wohnungen leben knapp 2.000 Einwohner.
Drei Kilometer südöstlich des Dorfes befindet sich an der March (tschechisch Morava) in Mikulčice-Valy die ehemalige Burganlage Morava, die im 9. Jahrhundert Mittelpunkt des Großmährischen Reiches war. Sie ist heute archäologisches Freilichtmuseum Nationaldenkmal Mikulčice-Valy.

## Geschichte

### BurganlageMorava

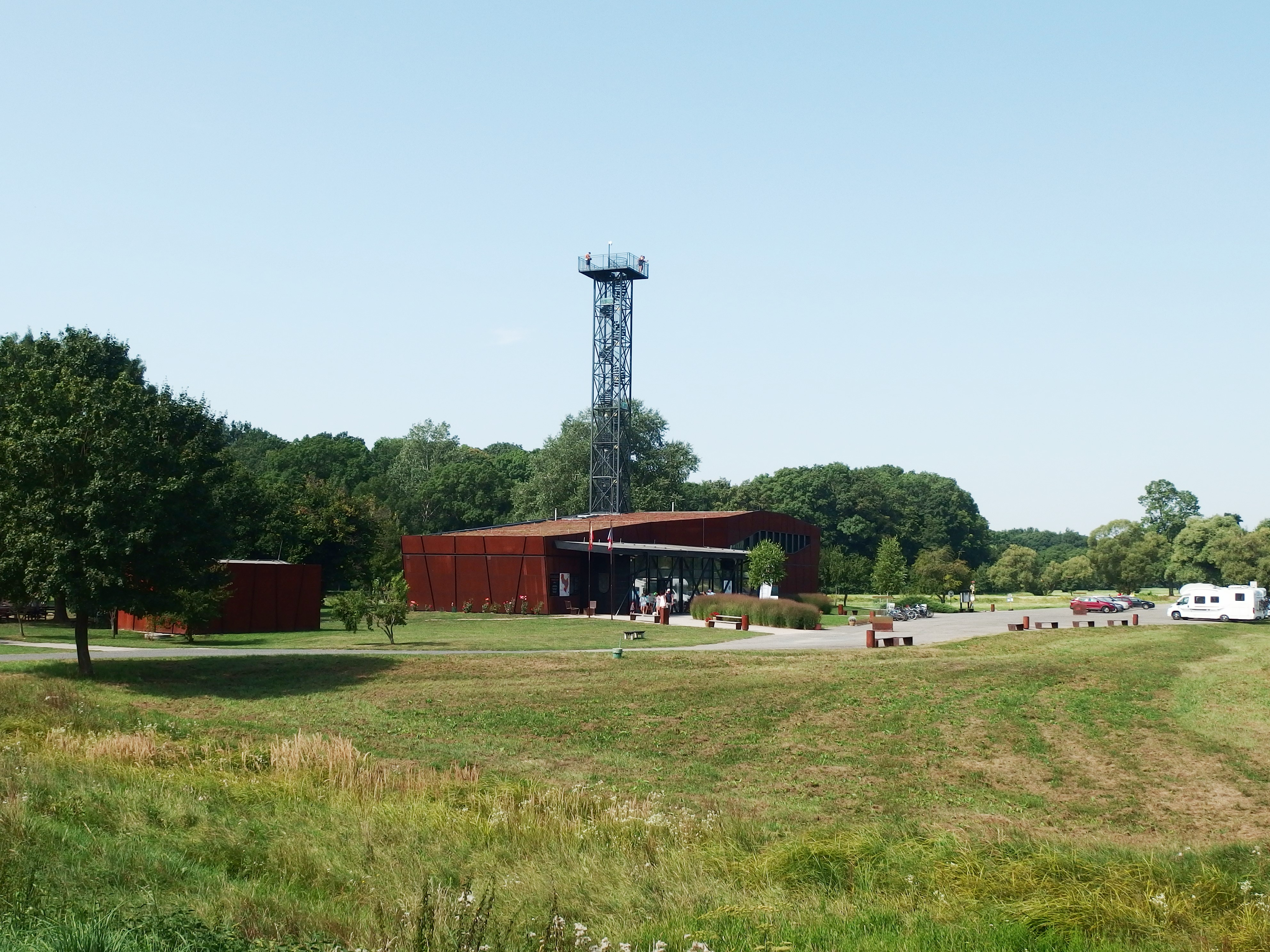
Archäologiemuseum Mikulčice-Valy

Die zentrale Anlage mit einer Begräbnisstätte und Wohnkomplexen dürfte etwa 10 Hektar eingenommen haben. In der Burganlage befanden sich ein steinerner Palast und eine Kirche sowie weitere Steinbauten. Sie dienten wahrscheinlich der Führungsschicht. In der Kirche befanden sich einzelne Gräber. In der Akropole befanden sich des Weiteren Werkstätten und Wohngebäude von Handwerkern.
Vermutlich durch die Existenz dieser Festung wurden in der Nähe auch weitere Siedlungen angelegt. Archäologische Ausgrabungen entlang der Eisenbahnstrecke von Břeclav nach Hodonín bezeugen die Funddichte.
Die Burganlage war das Zentrum der politischen Macht der herrschenden Mojmiriden und ein bedeutendes Zentrum der kirchlichen Verwaltung. Davon zeugen neuere Entdeckungen von reich ausgestatteten handwerklichen Erzeugnissen, Waffen und luxuriösen sowie importierten Gegenständen.
Die Bedeutung des Ortes, dessen Gründung vermutlich vor dem 8. Jahrhundert erfolgte, ging mit dem Untergang des Mährischen Reiches und dem Einfall der Magyaren im 10. Jahrhundert verloren. Ein Teil der Bevölkerung aus der Vorburg siedelte sich in der Umgebung an. Einige der Herrscher durften vermutlich ihre Positionen behalten oder bekamen neue zugeteilt, ein großer Teil der Söldner, dürfte sich den Magyaren angeschlossen haben. Die Handwerker dürften auch ins Ausland ausgewandert sein, ein Großteil sicherlich nach Böhmen, in das Reich der Přemysliden.

### Mittelalter

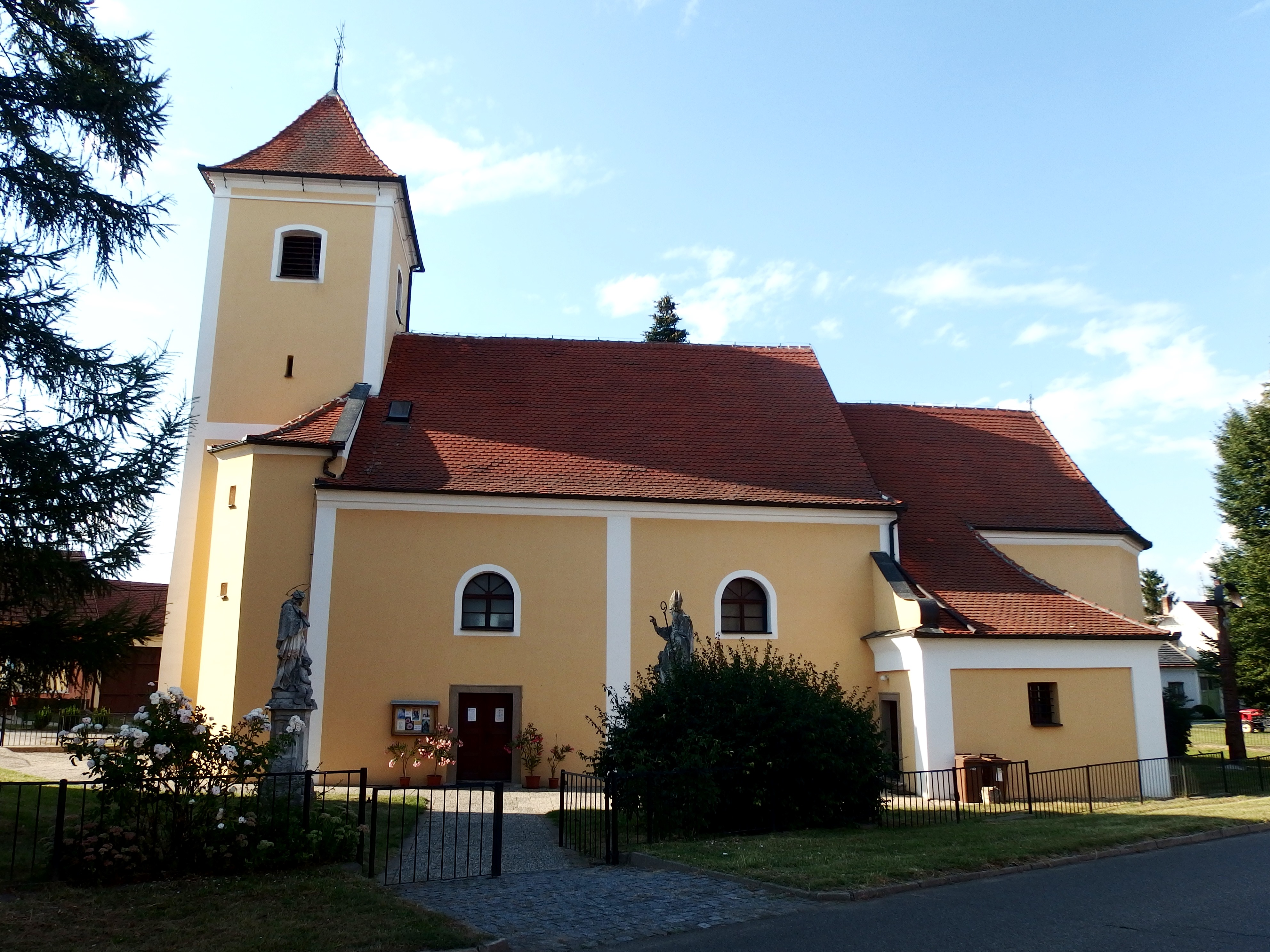
Kirche Mariä Himmelfahrt

Mikulčice wird 1141 erstmals schriftlich erwähnt. Damals gehörte es der Großpfarrei Břeclav an. In Mitte des Dorfes stand damals eine Friedhofskirche. Aus dem 12. und 13. Jahrhundert entdeckten Archäologen nicht nur Überreste von Häusern, sondern auch keramische Scherben. Das Dorf dürfte sich damals entlang einer Straße gezogen haben. Die Kirche der Himmelfahrt der Jungfrau Maria stammt aus dem 14. Jahrhundert und wurde erstmals 1353 erwähnt. Ein Jahrhundert später wird von einer Festung berichtet, die sich auf dem Hügel Kopec im südlichen Teil des Dorfes befunden haben soll.

### Gegenwart
Am 25. September 2007 wurde das Hauptgebäude der Gedenkstätte einschließlich der Forschungsräume und des Archivs durch einen Brand zerstört. 2019 wurde eine Fußgängerbrücke ins benachbarte slowakische Kopčany errichtet.

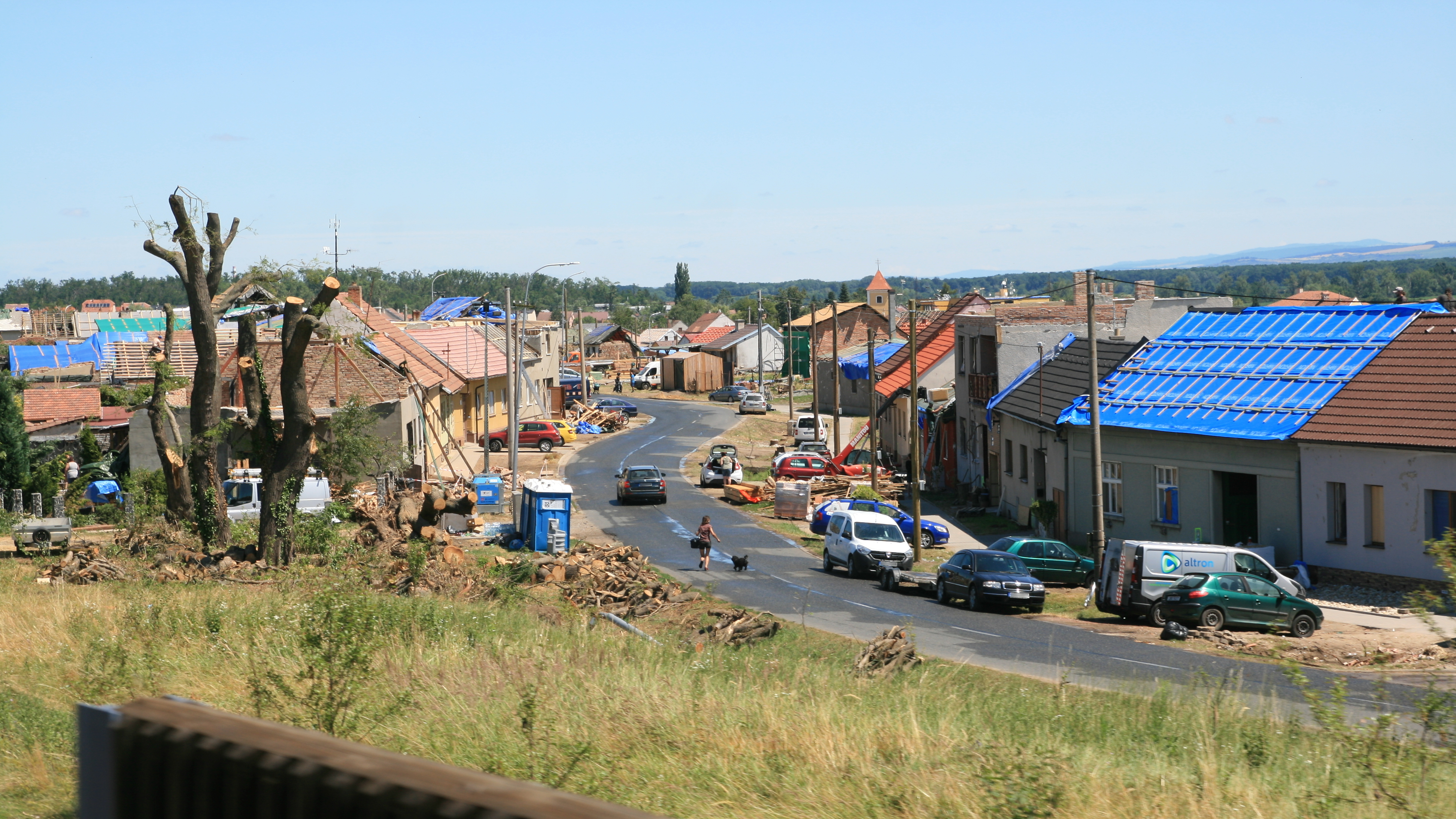
Schäden nach dem Tornado von 2021

Am 24. Juni 2021 richtete ein Tornado in Mikulčice schwere Schäden an.

## Söhne und Töchter der Gemeinde
- Fanoš Mikulecký (* 28. Juli 1912; † 23. März 1970 in Hodonín), Verleger, Musiker, Hörspielautor, Komponist
- František Nosál (* 7. April 1879 in Těšice; † 29. August 1963 in Prag), Divisionsgeneral, Legionär
- Pavel Vavrys (* 18. Dezember 1947), Maler, dessen Bilder in der Nationalgalerie Prag ausgestellt sind
- Jaroslav Jurčák (* 17. Juni 1937), Bildhauer

## Ortsgliederung
Die Gemeinde Mikulčice besteht aus den Ortsteilen
- Mikulčice (Mikultschitz) – 303 Häuser, 918 Einwohner
- Těšice (Tieschitz) – 320 Häuser, 988 Einwohner